# بيرسي داونز
بيرسي داونز (بالإنجليزية: Percy Downes)‏ (19 سبتمبر 1905 في المملكة المتحدة - 1989) هو لاعب كرة قدم بريطاني (وحمل سابقاً جنسية المملكة المتحدة لبريطانيا العظمى وأيرلندا) في مركز الوسط. لعب مع أولدهام أثلتيك وستوكبورت كونتي ونادي بلاكبول ونادي بيرنلي وهال سيتي ونادي غاينسبورو ترينيتي.